# Speriamo che sia femmina
Speriamo che sia femmina è un film del 1986 diretto da Mario Monicelli, vincitore di 7 David di Donatello e 3 Nastri d'argento.

## Trama
(Mario Monicelli)
In un casale della campagna toscana vive in armonia un gruppo di donne. Elena, donna energica e razionale, dirige la fattoria, mentre la domestica Fosca, pratica e di buon senso, è il vero nume tutelare della casa, che provvede alle necessità materiali di tutte. Fosca si prende cura di due ragazzine, sua figlia Immacolata e la nipote di Elena, Martina che è figlia di Claudia, famosa attrice residente a Roma, che per egoismo e necessità di lavoro ha abbandonato la ragazzina affidandola alla sorella Elena.
Un'altra donna, Franca, la figlia maggiore di Elena, appare e scompare a seconda dei fidanzati presi o lasciati. La figlia minore, Malvina, pare più autonoma e pensa prevalentemente ad allevare e curare i cavalli della fattoria.
In questo gineceo l'unica figura maschile è il vecchio zio Gugo, ormai senile e tollerato con affetto nonostante i suoi strambi colpi di testa. In questo ambiente irrompe il conte Leonardo, marito della padrona, sebbene i due vivano separati di comune accordo. Il motivo della visita è economico: il conte vorrebbe ristrutturare un complesso termale in disuso, di proprietà della famiglia, per trasformarlo in uno stabilimento moderno, ma mancandogli i denari per realizzare l'affare, è venuto a battere cassa. Le sue speranze vengono deluse: la moglie chiede un parere sull'affare al suo esperto fattore Nardoni, che fra l'altro è innamorato di lei da tempo e che la sconsiglia di impegnarsi nell'ultima impresa sconsiderata del conte.
Nel frattempo le due ragazzine sono scappate a Siena per assistere, all'oscuro dei parenti, ad un concerto di Ron. La famiglia allargata si mobilita per la loro ricerca. Poco tempo prima il conte, con lo zio Gugo alle costole, era andato a visitare un belvedere posto ai margini di un profondo dirupo. Deluso nel trovarle il paesaggio deturpato da immondizia abbandonato e senza i finanziamenti sperati, decide all'improvviso di tornare a Roma. Nel fare manovra in retromarcia sull'orlo del precipizio, chiede assistenza allo zio Gugo, che nel frattempo è assorbito dal rilascio di un piccione viaggiatore. Il grido: "Vai! Vai!" viene equivocato dal conte, che precipita nel burrone e muore nell'incidente.
Il fattore Nardoni ritrova le bambine fuggite, che vengono riportate a casa. Poco dopo giunge anche la notizia della morte del conte. Tutti, meno lo zio Gugo, che ha riferito solo di un guasto alla macchina e ha dimenticato l'accaduto, si sentono colpevoli di essersi preoccupati delle bambine mentre il povero conte si sfracellava al belvedere e nessuno ne notava l'assenza prolungata. Durante il funerale compare anche un'altra donna: Lori, amante del defunto conte, anche lei vittima delle proposte di investimento azzardate di Leonardo, per cui ha anticipato del denaro e vorrebbe rifarsi sugli eredi.
Tornate a casa, Franca annuncia di aver deciso di sposare Mario Giovannini, uno squinternato glottologo che sta girando l'Italia per registrare canti popolari, con cui la giovane donna era stata trovata a letto dal padre nel casale poco prima di morire. Da qui si origina un reciproco rinfacciarsi di colpe e accuse per la morte del conte, che causa una crisi dei rapporti tra le donne, portando Elena a credere che ormai il legame che le univa si sia spezzato; per questo motivo, oltre che per la necessità di pagare i debiti lasciati dal marito e l'economia dell'azienda di campagna in crisi già prima, Elena prende la decisione di vendere tutto a Nardoni rompendo così l'unità familiare tutta al femminile: Claudia, in preda a sensi di colpa per la fuga di Martina, decide di portarla a Roma con sé; Fosca progetta di raggiungere il marito, da anni emigrato in Australia; Elena, rimasta sola con Malvina, immagina il proprio futuro in un residence a Roma; per lo zio Gugo non c'è altra soluzione che l'ospizio. Gli avvenimenti , invece, porteranno le donne ad avvicinarsi ancora di più, a causa di un'ulteriore serie di delusioni da parte degli uomini: Franca, rimasta incinta di Mario, si scopre stanca della sua inconcludenza e lo lascia; anche Claudia porta a rottura il rapporto in crisi con il suo amante Cesare, a sua volta già sposato, che da parte sua aveva insidiato Malvina durante una visita di questa alla zia; quanto a Fosca, riceve la notizia che suo marito ha smesso ormai di attenderla e si è fatto ormai da tempo un'altra famiglia in Australia, e chiede ora il divorzio.
Elena sente l'importanza del legame che la unisce alle altre, e a pochi minuti dall'appuntamento con il notaio decide di non vendere più il casale, nonostante le promesse e gli impegni con Nardoni. Pur rimanendo la necessità di pagare i debiti e altri problemi, la piccola comunità matriarcale si dispone serenamente ad affrontare il futuro.

## Produzione
Il percorso per arrivare alla nascita del film fu molto lungo, all'incirca sei anni. Il soggetto di Pinelli, che raccontava addirittura di un incesto, fu molto rimaneggiato. Nell'opera di Pinelli il protagonista era un proprietario terriero a Pitigliano che aveva come vicine due sorelle zitelle (soprannominate "le contesse") che gestivano da sole il loro podere con la stessa forza e efficacia di uomini. Come la sceneggiatura anche la location fu cambiata. Inizialmente la località prescelta «...si trovava nella Maremma» ma il pagamento della trasferta degli attori avrebbe comportato una spesa di centinaia di milioni. Allora, riferisce Monicelli, «sono stato in giro attorno a Roma per cercare un posto qui vicino e ho trovato con Fiorentini quest’altro casale. Non è toscano, intendiamoci, ma insomma poteva andar bene...L’interno è stato molto modificato, abbiamo buttato giù certe mura, costruito degli archi, chiuso delle scale.»
Per la realizzazione del film Monicelli interpellò le maggiori case di produzione dell'epoca che rifiutarono la produzione per un film che trattava di «donne che stavano in una casa di campagna, delle vicende poco "eccitanti", non c’era sesso, né comicità, né violenza...»
Racconta Monicelli che  «Poi all'improvviso ricevetti una telefonata da un signore che non conoscevo, il giovane produttore Gianni Di Clemente, che mi disse: ho letto questa sceneggiatura e la vorrei fare. (...) E lui l’ha realizzata, affrontando delle spese non indifferenti, con quel cast lì. Certamente, se io l’avessi fatto con quei produttori che citavo prima, non sarebbe venuto fuori questo cast.»
Stranamente poi la coproduzione francese volle che fosse indicata tra gli sceneggiatori la firma di una sconosciuta Jacqueline Lefevre «che in realtà non ha mai lavorato al film e non ha mai incontrato il regista. Ma per la coproduzione francese è indispensabile avere anche un nome francese fra gli autori.
Negli anni 2000 due registi viareggini Daniele Paolinelli in arte "Jack Daniels" e Filippo Cipolla "Frank Cipolla" in collaborazione con Alfio Ventura (amico dei due registi viareggini), vista l'amicizia con il regista furono incaricati di scrivere il soggetto e la sceneggiatura del seguito del film. Il nuovo lungometraggio sarebbe stato ambientato proprio in Toscana e il casting doveva essere diverso da quello originale. Il nuovo film di Mario Monicelli si sarebbe intitolato "Speriamo che sia femmina - Parte II". Il soggetto e la sceneggiatura del film era in fase di realizzazione quando il maestro Mario Monicelli per problemi legati alla produzione decise di bloccare il progetto.»

## Distribuzione
Lo stesso produttore s'incaricò di trovare una distribuzione per un film che nasceva senza distributori i quali, come Titanus e De Laurentiis alle richieste di Gianni Di Clemente gli rispondevano: «ma che? Ancora ritorni con questo affare qui?», con lo stesso copione già rifiutato a Monicelli? Per questo «ha trovato tutte le porte chiuse, perciò ha dovuto affrontare il film senza avere la distribuzione. E anche adesso il film è distribuito a percentuale, non ha nessun minimo garantito»
Il film è stato distribuito nei cinema italiani a partire dal 6 febbraio 1986. In Francia è stato distribuito dal 4 giugno dello stesso anno con il titolo Pourvu que ce soit une fille; in Brasile a partire dal 30 luglio 1987 con il titolo Tomara que seja mulher; in Germania Ovest (Hoffen wir, daß es ein Mädchen wird) e in Portogallo  (Oxalá Seja Menina!) dal 27 novembre dello stesso anno; in Ungheria è stato distribuito dal 17 marzo del 1988 con il titolo Reméljük, lány lesz; in Colombia dal 28 aprile sempre del 1988.
Il 9 settembre del 1986 il film è stato presentato in Canada al Toronto International Film Festival; il 9 settembre del 1986 è stato proiettato in Francia al Villerupt Italian Film Festival.
Il film è inoltre conosciuto anche con il titolo internazionale in inglese Let's Hope It's a Girl; mentre è stato distribuito in Argentina e Spagna con il titolo Esperemos que sea mujer; in Bulgaria come Да се надяваме, че ще е момиче; in Polonia come Miejmy nadzieje, ze to bedzie córka e in Unione Sovietica come Надеемся, что будет девочка.

## Critica
Il film è tutto incentrato sulla contrapposizione fra l'elemento femminile, in maggioranza per le numerose protagoniste, e quello maschile, dove i pochi rappresentanti del "sesso forte" vengono presentati come ridicoli cialtroni, sia in vita che in morte (il conte Leonardo), "bischeri" (stupidi) (Giovannini) o addirittura deboli mentali (lo zio Gugo). 
(Gian Luigi Rondi)
L'unica figura che sembra salvarsi, nel deludente gruppo maschile, sembra essere quella dell'equilibrato ed un po' egoista fattore Nardoni, che abbandona la madre in ospizio ed è a sua volta innamorato di Elena.
(Giovanni Grazzini)
Appare chiara la simpatia e la fiducia che il regista ha per le donne, di cui apprezza il buon senso di Elena e Fosca, la leggerezza di vivere di Franca, che si serve degli uomini e poi li abbandona tranquillamente, l'amore ingenuo e generoso di Lori, la serena mitezza di Malvina.
(Ivana Delvino, I film di Mario Monicelli, Gremese editore, 2008, p.24.)
Da notare anche la contrapposizione che il regista mette in rilievo tra due diversi ambienti: quello rurale toscano, con il casale vecchio e accogliente, benché privo di luce elettrica e di telefono (salvo quello di barattoli e spago "inventato" dallo zio Gugo), con i buoni cibi genuini, con l'arguzia e la semplicità della vita campagnola; messo a confronto, nell'ultima parte del film, con quello romano cittadino, dove vive freneticamente Claudia, con i suoi salotti impegnati, i suoi deludenti amori falliti e, sullo sfondo, il continuo rumore stordente del traffico, che accompagna la sua vita.
Il titolo del film esprime la speranza di queste donne, apparentemente fragili, invece forti e consapevoli della loro nascosta superiorità morale e fisica, che il nuovo nato atteso da Franca - rimasta incinta di un "cretino" (cosi lo chiama Franca dopo aver rivelato di essere in stato interessante) che poi non ha sposato - venga a rinfoltire le loro file. Sembra dire, il regista: «Speriamo davvero che il mondo sia un po' più femmina».
(Giovanni Grazzini)

## Riconoscimenti
- 1986 - David di Donatello
  - Miglior film a Mario Monicelli e Giovanni Di Clemente
  - Migliore regia a Mario Monicelli
  - Miglior produttore a Giovanni Di Clemente
  - Migliore sceneggiatura a Tullio Pinelli, Suso Cecchi D'Amico, Leonardo Benvenuti, Mario Monicelli e Piero De Bernardi
  - Migliore attrice non protagonista a Athina Cenci
  - Miglior attore non protagonista a Bernard Blier
  - Miglior montatore a Ruggero Mastroianni
  - Candidatura a Migliore attrice protagonista a Liv Ullmann
  - Candidatura a Migliore attrice non protagonista a Stefania Sandrelli
  - Candidatura a Miglior attore non protagonista a Philippe Noiret
- 1986 - Nastro d'argento
  - Regista del miglior film a Mario Monicelli
  - Migliore sceneggiatura a Tullio Pinelli, Suso Cecchi D'Amico, Leonardo Benvenuti, Mario Monicelli e Piero De Bernardi
  - Migliore montaggio a Ruggero Mastroianni
  - Candidatura a Miglior soggetto a Tullio Pinelli
  - Candidatura a Migliore attore non protagonista a Giuliano Gemma
  - Candidatura a Migliore attrice non protagonista a Athina Cenci
- 1986 - Ciak d'oro
  - Miglior film a Mario Monicelli e Giovanni Di Clemente[11]
  - Migliore attrice protagonista a Giuliana De Sio[11]
  - Migliore attrice non protagonista a Athina Cenci[11]
  - Candidatura a Migliore sceneggiatura a Tullio Pinelli, Suso Cecchi D'Amico, Leonardo Benvenuti, Mario Monicelli e Piero De Bernardi
  - Candidatura a Migliore attrice non protagonista a Lucrezia Lante della Rovere
  - Candidatura a Migliore attore non protagonista a Paolo Hendel
  - Candidatura a Migliore fotografia a Camillo Bazzoni
  - Candidatura a Miglior montaggio a Ruggero Mastroianni
  - Candidatura a Migliore scenografia a Enrico Fiorentini
  - Candidatura a Migliore colonna sonora a Nicola Piovani
- 1987 - Premio Sergio Amidei
  - Miglior film a Mario Monicelli
  - Candidatura a Miglior sceneggiatura originale a Tullio Pinelli